# الاحتفال السنوي بضريح تسوتشيزاكي شينميشا ومهرجان العوامة
احتفالية مأتم ومهرجان العوامة في مأتم تسوتشيزاكي شينميشا السنوي ("土崎神明社例祭", "土崎神明社祭の曳山行事") هو مهرجان ياباني يحتفل به من 20 إلى 21 يوليو في تسوتشيزاكي (تسوتشيزاكيميناتو)، منطقة الميناء في مدينة أكيتا، محافظة أكيتا، اليابان.

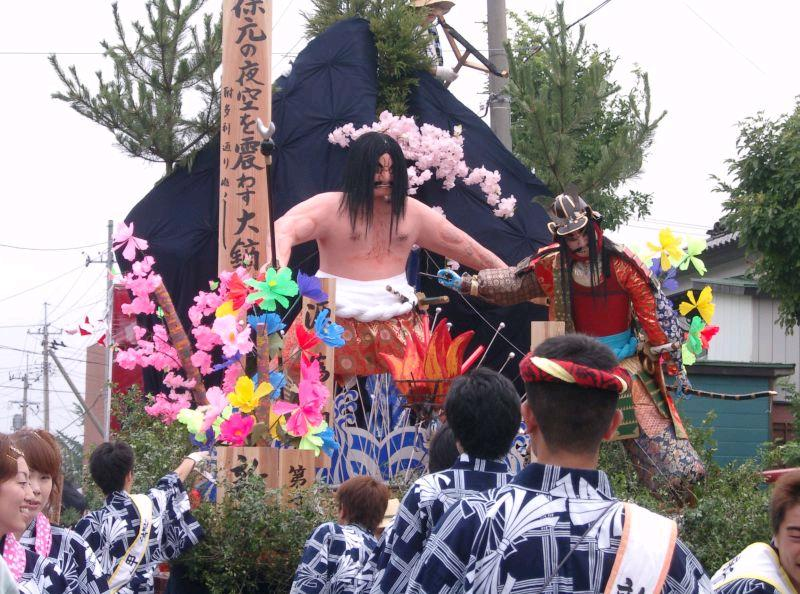
أمام العوامة

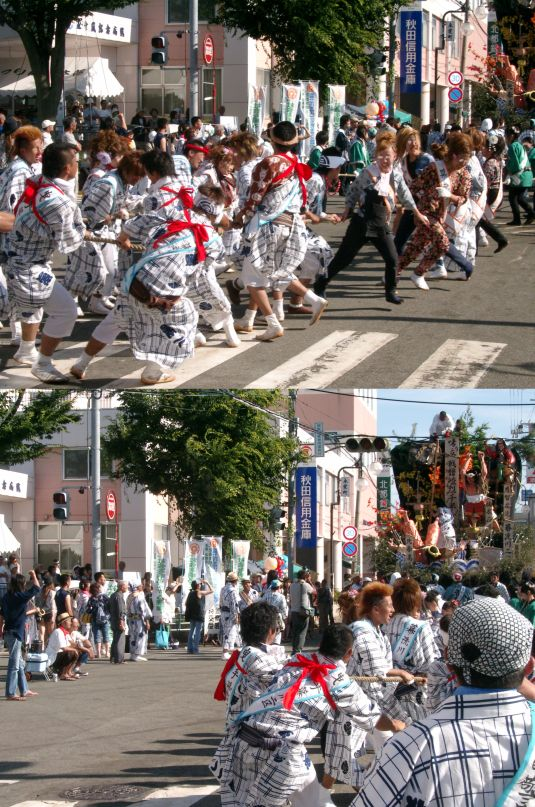
حبل العوامة ليس فقط مسحوبًا ولكن يتأرجح بجنون. (21 يوليو)

تُخصص حوالي 20 عربة وتشارك في الاستعراض.
تتركز طقوسها حول ضريح شينميشا الشنتو. يساهم كل حي بعربة مزينة بتماثيل ضخمة. في عام 1997، تم تسجيلها كممتلكات ثقافية شعبية غير ملموسة مهمة.

## خلفية العوامة وفرقة الموسيقى

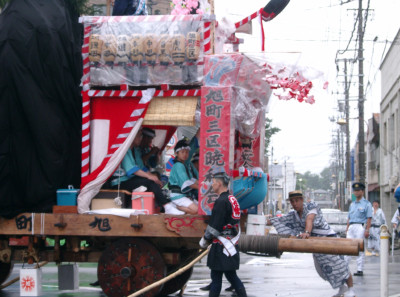
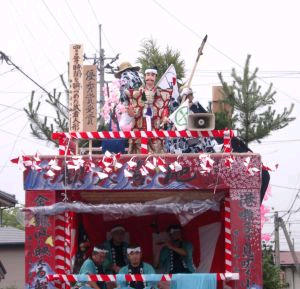

## 20 يوليو

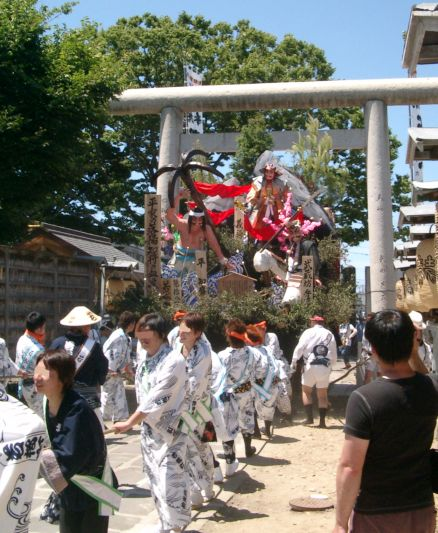

## 21 يوليو

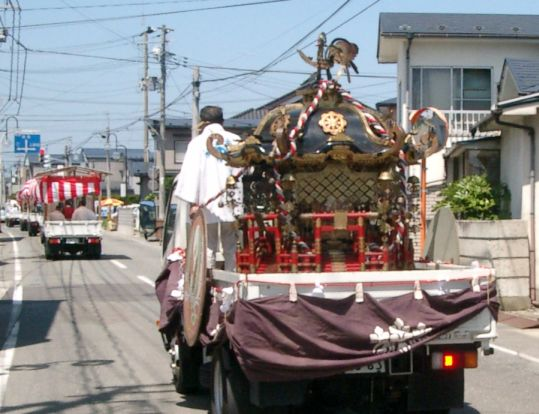
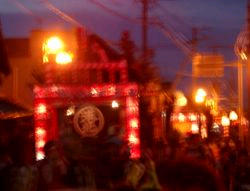
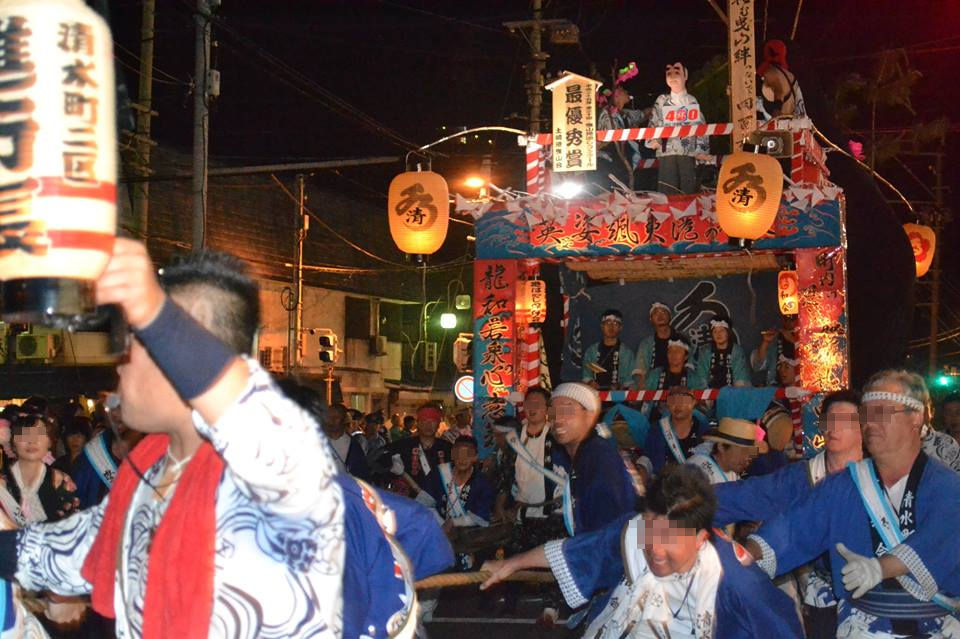
21 يوليو ليلاً

## الوصول
محطة النزول هي محطة تسوتشيزاكي (شمال بجوار محطة أكيتا).
امش مستقيمًا من مخرج المحطة وسترى بسرعة ضريح تسوتشيزاكي شينميشا على يسارك. والمشي قليلاً أكثر يؤدي إلى الشارع الرئيسي لمهرجان العوامة.

## روابط خارجية
مهرجان طشيزاكي شينميشا في مدينة أكيتا، اليابان  على فيسبوك.
باللغة اليابانية صفحة مهرجان طشيزاكي شينميشا الرسمية